# Dimos Naxos och mindre Kykladerna
Dimos Naxos och mindre Kykladerna är en kommun i Grekland.   Den ligger i prefekturen Kykladerna och regionen Sydegeiska öarna, i den sydöstra delen av landet, 190 km sydost om huvudstaden Aten. Antalet invånare är 18 229. Dimos Naxos and Lesser Cyclades ligger på ön Naxos.